# A. Henninger

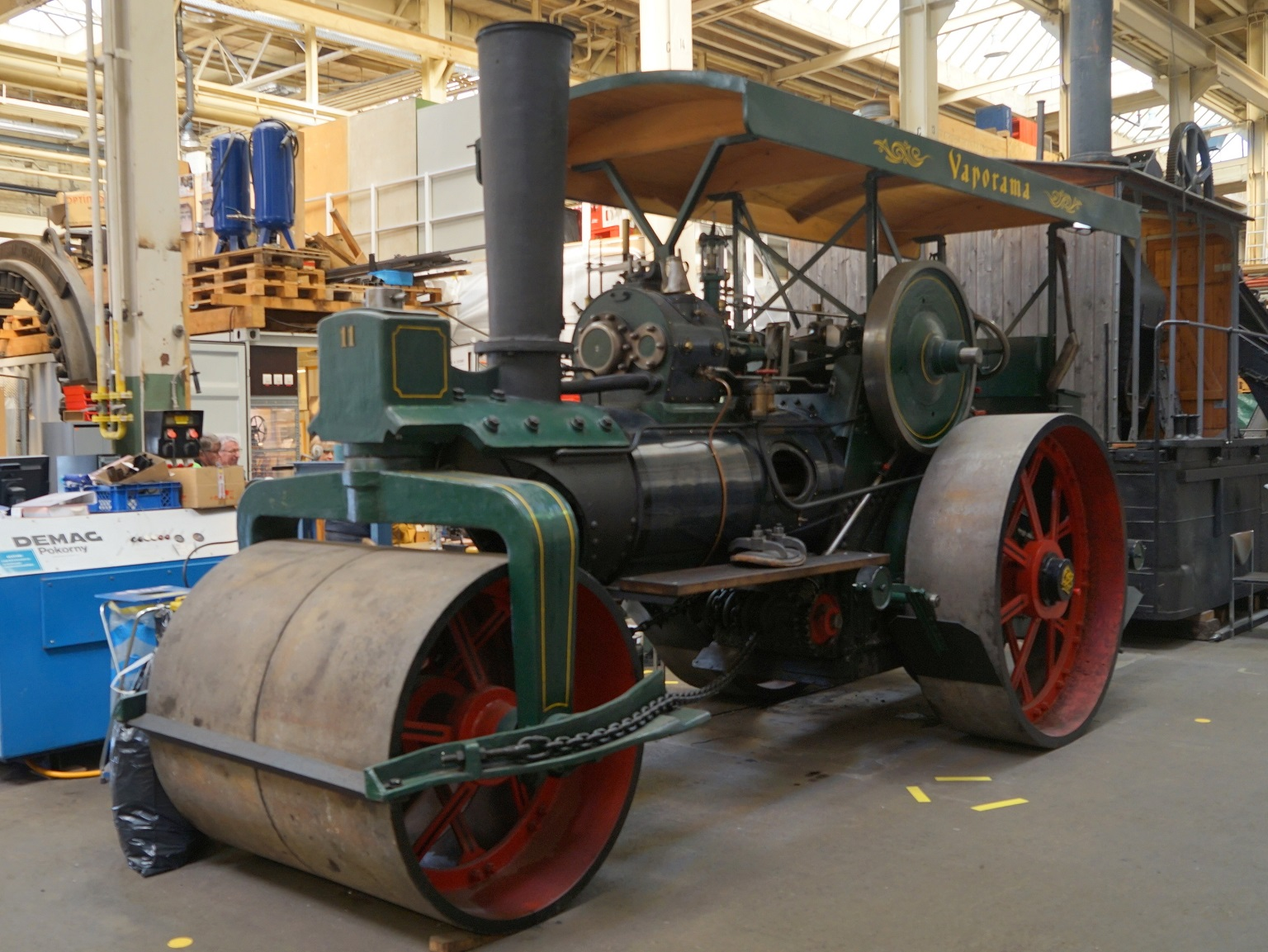
Henninger Dampfwalze von 1923 im Dampfzentrum Winterthur

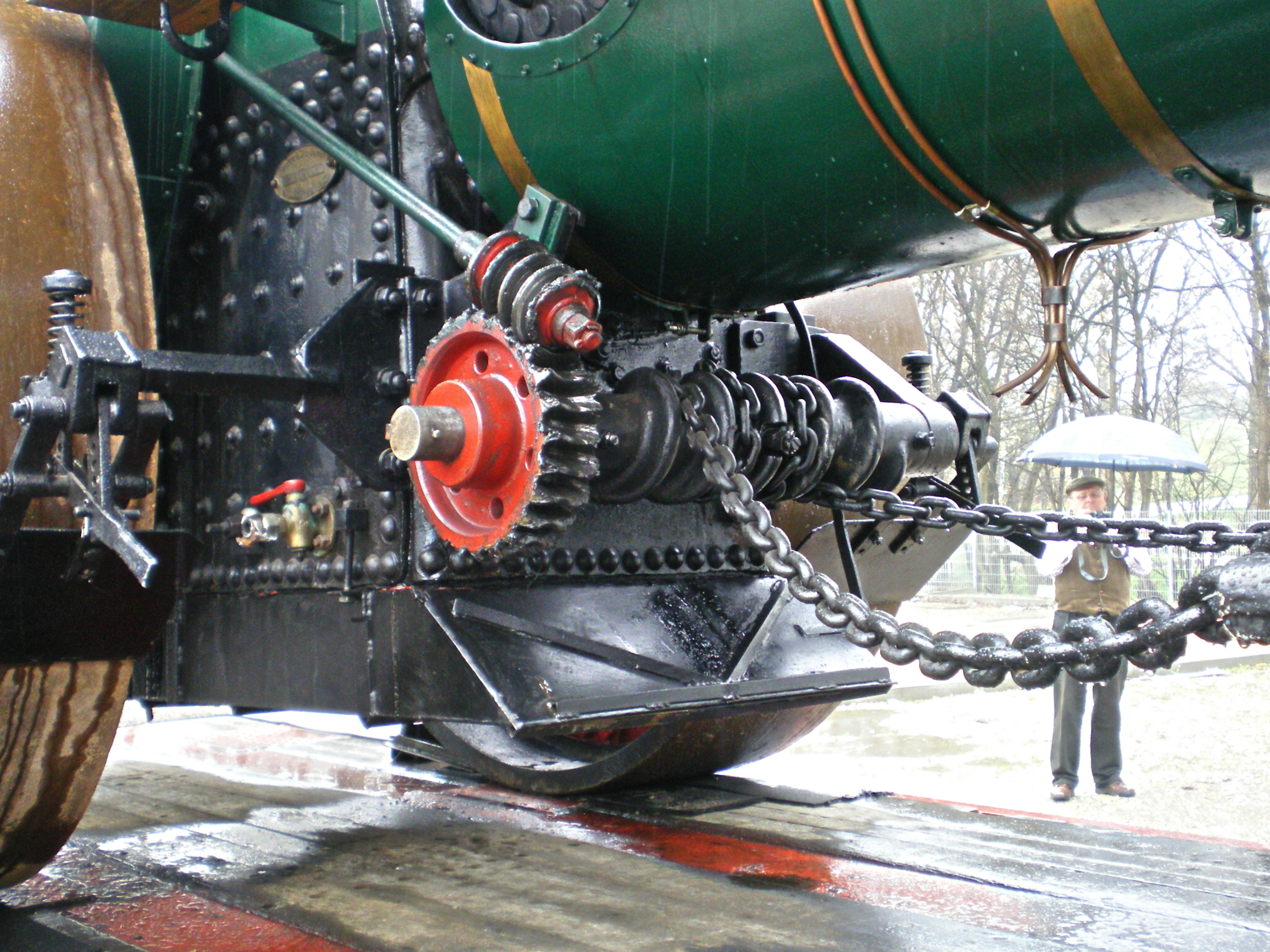
Lenkgetriebe der Henninger Dampfwalze

Das Unternehmen A. Henninger & Co. Maschinenfabrik und Kesselschmiede aus dem hessischen Darmstadt war ein Hersteller von Baumaschinen, insbesondere Dampfwalzen. Die Firma bestand von 1885 bis 1940.

## Geschichte
Das Unternehmen wurde 1885 von Adam Henninger als kleine Reparaturwerkstatt gegründet. Im Jahr 1892 wurde Adolf Reger als Mitbesitzer genannt und die Firma bot Lokomobile an. Um 1900 vertrieb sie Dampfwalzen von Richard Garrett & Sons Ltd., Leiston, einige davon unter eigenem Namen. Das Unternehmen bot auch Lokomobile und Dampfdreschmaschinen von Garrett „sowie eigenes Fabricat“ an.
Im Jahr 1922 erfolgte die Umwandlung in eine GmbH. Drei Jahre später wurde die Dampfwalze mit der Baunummer «211» ausgeliefert. Vor Beginn des Zweiten Weltkriegs gehörten Dampf- und Motorstraßenwalzen, Straßenaufreißer, Anbaubandsägen für Schlepper, Zubehör zu Straßenwalzen und Ersatzteile für Lokomobilen zum Produktionsprogramm.
Der Sitz der Firma war die Pallaswiesenstraße 106/110 in Darmstadt. Das Unternehmen ist 1940 erloschen.

## Dampfwalzen von A. Henninger

### Technische Daten
Die in den 1920er Jahren hergestellte Dampfwalze hat eine Einzylinder-Dampfmaschine, die auf dem Kessel liegt. Sie hat eine Leistung von 25 PS, bei einem Betriebsdruck von 12 atü (1,3 MPa) und einer Drehzahl von 250/min. Der Kolben hat einen Durchmesser von 200 mm, der Kolbenhub beträgt 275 mm. Die Walze ist bei einem Gewicht von 15 Tonnen 6,00 Meter lang, 2,00 Meter breit sowie 4,50 Meter hoch.

### Betriebsfähige Exemplare
Renovierte und betriebsfähige Dampfwalzen befinden sich im Besitz des Sächsischen Dampfmaschinenvereins zu Wilsdruff, des Fördervereins Winterstettenstadt und in der Schweiz, wo der letzte Einsatz bei der Frutiger AG stattfand.